# Szef
Szef (fr. chef) – osoba kierująca zespołem, np. przełożony, dowódca.